# Xuanmiaotempel van Suzhou
De Xuanmiaotempel van Suzhou is een belangrijke een zeer oude taoïstische tempel die ligt de Chinese stad Suzhou in de provincie Jiangsu. Het gebouw staat sinds 1982 op de nationale erfgoederenlijst.
De tempel werd in 276 n. Chr. gebouwd. Tijdens de Westelijke Jin-dynastie werd de tempelnaam "Zhen Qing Dao Yuan" (真庆道院) gebruikt. Tijdens de oorlogen van de Song-dynastie werd de tempel verwoest. In de periode 1174–1189 werd de tempel herbouwd en kreeg deze in 1264 de oude naam "Xuanmiao Guan" terug.
De put van het tempelcomplex stamt uit de tijd van de Vijf Dynastieën en Tien Koninkrijken. De belangrijkste hal van het complex is de hal waar de Sanqing worden vereerd.